# Huyện Jhalakati
Jhalakati là một huyện thuộc division Barisal, Bangladesh. Huyện này có diện tích 758 km², dân số năm 2002 là 696055 người, mật độ dân số là 918 người/km².